# キリストの割礼 (パルミジャニーノ)
『キリストの割礼』（キリストのかつれい、イタリア語: Circoncisione di Gesù) は、イタリアのマニエリスム期の画家パルミジャニーノの絵画であり、1523年ごろに制作された。現在、米国ミシガン州にあるデトロイト美術館に所蔵されている。
この作品は、ルカによる福音書に記述されているキリストの割礼を示している  。二羽の生贄の鳩は、聖母マリアの浄化の行いを象徴する。光に照らされている幼いイエスは、人物群に囲まれている。左側には、プラド美術館にある『聖バルバラ』に似た金髪の非常に若い聖母がいる。また左側の聖母の背後には、昇る太陽を背景にしている二人の人物がいる。
右側には二列の人物および、祭壇でイエスを抱く司祭がおり、司祭の一方の手には儀式用のナイフが握られている。下部の籠の間には二匹の小さなウサギがいるが、それらのウサギは、パルミジャニーノによる最初のフレスコ画のあるパルマのサン・ジョヴァンニ・エヴァンジェリスタ教会礼拝堂のアーチに描かれているウサギに似ている。

## 歴史
ルネサンス後期の伝記作者であるジョルジョ・ヴァザーリは、パルミジャニーノによる『キリストの割礼』について説明した。しかし、その説明はデトロイト美術館の絵画とは一致していない。ヴァザーリは、この作品には登場しない、松明を持って歩いている一連の人物について説明しているのである。

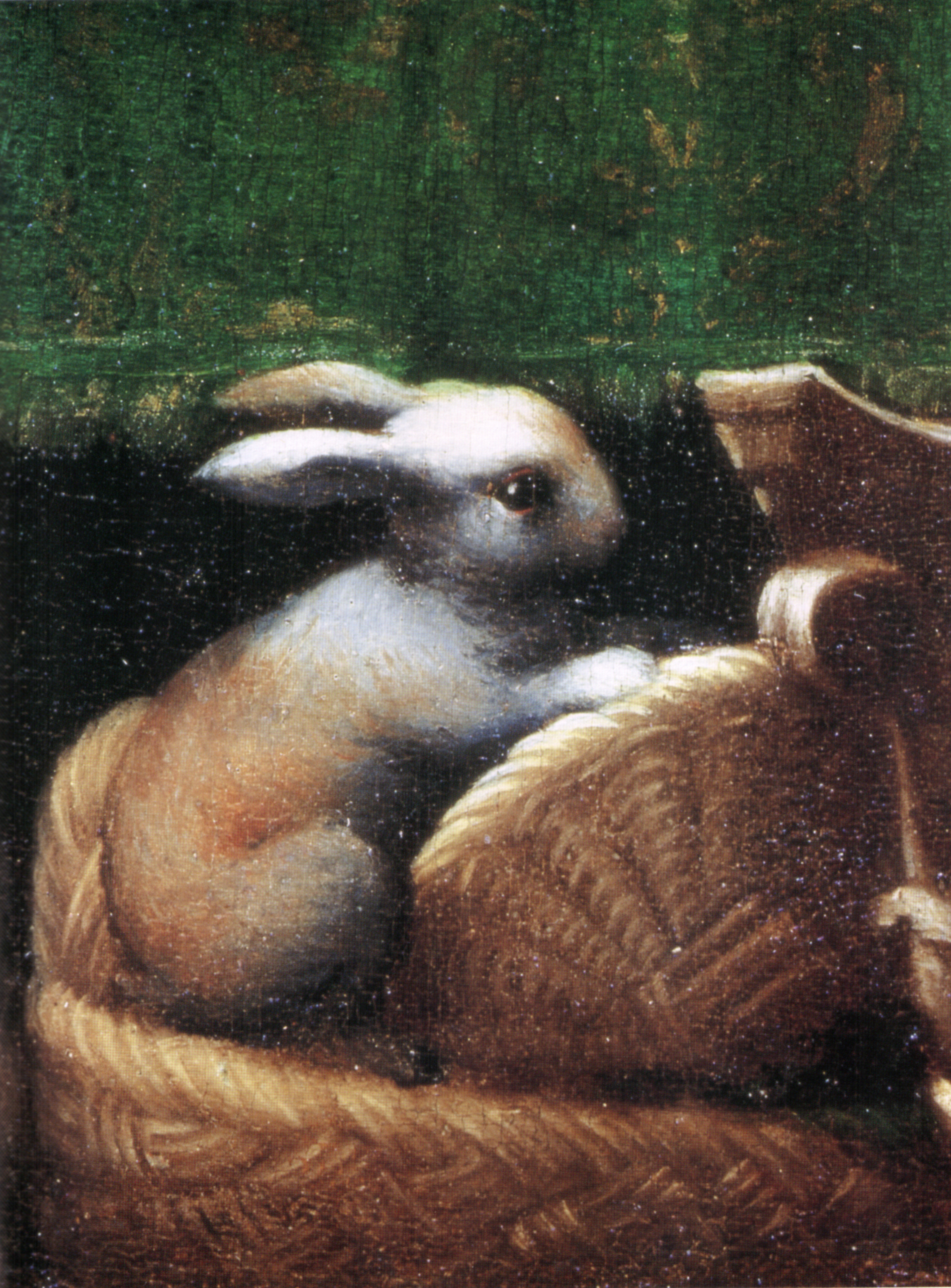
ウサギの詳細

この絵画はロシア帝国のコレクションにあり、1851年にJ.W. マクセルによって銅版画で複製が制作された。ようやく1830年代から確実に知られている。 1917年にストックホルムで、A.B. ノルディスカ・コンパニートによって購入され、数年後アメリカのアクセル・ベスコウに売却された。 1936年にベスコウは、作品をデトロイト美術館に寄贈した。
この絵画は1991年まで一致してパルミジャニーノに帰属されていたわけではなかった。
1523年ごろに設定される制作年は、画家のよる他の初期の作品との比較と、ルーヴル美術館のデッサン収集室にある準備素描（inv。6390 ）に基づいている。